# Lesoochranárske zoskupenie VLK
Lesoochranárske zoskupenie VLK (zkráceně VLK, česky Lesoochranářské seskupení VLK) je slovenské občanské sdružení, jehož cílem je ochrana životního prostředí. Mezi nejznámější projekty sdružení patří rezervace Vlčia, první soukromá přírodní rezervace ve střední Evropě. VLK vlastní nebo spravuje více přírodních rezervací na Slovensku. Sdružení bylo do registru občanských sdružení zapsané 22. června 1993 pod názvem Lesoochranárske zoskupenie Vlk. Sídlí v obci Tulčík v prešovském okrese. Jeho náčelníkem je Juraj Lukáč. Seskupení se dělí na kmeny: Čergov, Malé Karpaty, Východné Karpaty, Slanské vrchy, Tatry, Poľana. Podle Ekofora má organizace čtyři zaměstnance a 500 dobrovolníků. Pod seskupení patří i vydavatelství ABIES.

## Přírodní rezervace
Vytvářením chráněných území pod názvem evoluční lesy VLK od roku 1993 usiluje o ochranu přirozených lesů na Slovensku. Vývoj území v evolučních lesích je plně ponechán přírodě a je zde proto vyloučena jakákoliv lidská činnost jako je těžba dřeva, lovení, ale i sázení stromů. Celkem VLK zřídil nová přísně chráněná území o rozloze 2236 ha a zároveň prostřednictvím dlouhodobého pronájmu a koupí ochránil dalších 262 ha.

### Vlčia
V roce 1998 seskupení odkoupilo lesní pozemek v pohoří Čergov. Pozemek ale už dobrovolně chránilo od roku 1997. Koupě lesa od soukromého vlastníka za 3,2 milionu korun byla umožněná sbírkou Kúp si svoj strom, kterou seskupení zorganizovalo (sbírka je stále aktivní a slouží k dalšímu rozšiřování sdružením spravovaných chráněných území). V roce 1999 předložilo Krajskému úřadu v Prešově návrh na založení soukromé přírodní rezervace Vlčia. Po těžkostech se státní správou byla rezervace o rozloze 21,24 ha vyhlášená k 1. dubnu 2004.

### Rysia
Od roku 1998 seskupení vlastní soukromou přírodní rezervaci Rysia. Tato se roku 2004 stala druhou soukromou rezervací. Rysia se nachází v katastrálním území obce Valaská Belá v Strážovských vrchách. Na rozloze 30,49 ha platí pátý, nejvyšší, stupeň ochrany přírody. VLK spolupracuje s Nadací Zelená nádej, která vlastní další menší lesní pozemky.

### Činnost v dalších přírodních rezervacích
VLK je uživatelem lesa v Národní přírodní rezervaci Suchá dolina v Suché Dolině v Západních Tatrách. V rezervaci byla s vědomím správy TANAPu i přes vysokou hodnotu přirozeného porostu povolena těžba. VLK si poté lesy pronajal na 40 let a jakoukoliv těžbu odmítá. VLK se také zasloužil o rozšíření přírodní rezervace Udava v Národním parku Poloniny z 52,09 ha na 391,98 ha. Podle sdružení je to jedna z nejzachovalejších částí Slovenska. VLK Východní Karpaty se angažoval v rozšíření národní přírodní rezervace Kyjovský prales, která byla znovuvytvořená s přibližně osminásobnou rozlohou. VLK v roce 2005 podal návrh na ochranu území lesa Bisce, kde vznikla přírodní rezervace Bisce. Předmětem ochrany je zbytek lužního lesa v povodí řeky Ondava.

### Petice Za lepší ochranu přírody
V říjnu 2021 předal VLK 105 081 podpisů petice „Za lepší ochranu přírody“ do Národní rady SR, která následně uznala 103 782 platných podpisů. Petice se tak stala historicky největší peticí zabývající se ochranou přírody na Slovensku. Obsahovala dva požadavky: zredukování základních režimů ochrany v chráněných územích na dva, a to na území s přísnou ochranou (bezzásahová území) a území s aktivní ochranou (manažovaná území). Výměra přísně chráněných území měla být podle petice stanovena na minimálně 10 procent rozlohy SR do roku 2030. Druhým požadavkem bylo umožnění volného pohybu pěších návštěvníků ve všech chráněných územích. 24. března 2022 však poslanci NR SR v hlasování tuto petici odmítli.

## Další programy
VLK se zabývá také ochranou dravců. Podporuje ochranu vlků a medvědů.
Během roku 2011 se sdružení zúčastnilo vícerých správních řízení, jeho členové spolupracovali na legislativních podnětech, připravovali projekt polsko-slovenské rezervace s rozlohou 100 000 ha Vlčie hory, spolupracovali při sčítání šelem na Poľaně a připravili návrhy nových přírodních rezervací.
VLK organizuje program Gaia, osmidenní seminář o porozumění přírodě, její ochraně a teorii Gaia.

## Kontroverze a ocenění
V červenci 2011 člen organizace Erik Baláž navrhl radikální zmenšení Národního parku Nízké Tatry. Připomněl, že východní část parku má rozlohu 33 209 ha, ale podle jeho názoru je „reálně“ chráněných „jen něco přes“ 200 hektarů. „Radši mít méně národních parků, ale dobře chráněných, než takovou frašku,“ uvedl a navrhl vytvoření rezervace o rozloze 10 200 ha a radikální zmenšení samotného území parku. Zároveň upozornil na ničení původních lesů nadměrnou těžbou, používání pesticidů a na přibývání holin.
Kontroverzním se roku 2011 stalo přijetí příspěvku na projekt záchrany lesa v Čergově od původně norské mezinárodní organizace Fuck for Forest (FFF), která peníze na podporu ochranářských projektů získává prodejem přístupu k pornografii. Náčelník VLK Juraj Lukáč poznamenal, že rozhodnutí dar přijmout předcházela dlouhá diskuse a ověření, že FFF postupuje ve své zemi v mezích zákona. Lukáč též uvedl, že 8700 € od FFF je „kapka v moři“ v porovnání s více než 300 tisíc €, které byly získány ze sbírky na projekt. VLK také nepřijímá příspěvky od všech dárců, jen od těch, kteří jsou bezúhonní a s jejichž filosofií se ztotožňují.
VLK se zúčastnil diskuse na festivalu Pohoda, od kterého získal podporu v kampani za bezzásahovou zónu v Tatrách.
Na konci roku 2012 deník SME zařadil rezervaci Vlčia mezi Dvacet lidí, věcí a událostí, na které jsme za dvacet roků hrdí.